# Wladimir Alexejewitsch Potkin
Wladimir Alexejewitsch Potkin (russisch Владимир Алексеевич Поткин; * 28. Juni 1982 in Rybinsk, Russische SFSR) ist ein russischer Schachmeister.
Potkin siegte oder belegte vordere Plätze in mehreren Turnieren: 2. Platz beim Turnier in Kiew (2001), 1. Platz Internet KO Turnier (mit mehr als 1000 Teilnehmern) Dos Hermanas 2003, 2. Platz beim Turnier in Ismailia (2003) und 2. Platz beim 44. Capablanca Memorial Premier in Havanna (2009).
Sein größter Erfolg ist der Gewinn der Europameisterschaft in Aix-les-Bains 2011. Er nahm 2011 am Schach-Weltpokal teil. Durch Siege gegen Yury Shulman, Alexei Schirow und Nikita Witjugow erreichte er das Achtelfinale, in dem er an Alexander Grischtschuk scheiterte.
Seit 1999 ist er Internationaler Meister und seit 2001 trägt er den Großmeister-Titel.
In der russischen Mannschaftsmeisterschaft spielte er von 2003 bis 2005 für Politekhnik Nizhny Tagil, von 2006 bis 2008 für die Schachföderation Moskau und 2010 für BelGu Belgorod. Seit 2011 spielt er für SchSM-64 Moskau (2014 unter dem Namen SchSM-Nasche Nasledije Moskau), mit denen er 2011 Meister wurde. Er nahm 2011, 2012, 2014 und 2015 am European Club Cup teil, wobei er 2014 in der Einzelwertung einen zweiten Platz belegte.
In der deutschen Schachbundesliga spielt Potkin seit 2007 für den SV Mülheim-Nord, mit dem er 2008 am European Club Cup teilnahm, in der tschechischen Extraliga spielt er seit der Saison 2015/16 für die zweite Mannschaft des ŠK JOLY Lysá nad Labem.
Potkin ist Sekundant von Lewon Aronjan.